# جولی لاندن
جولی لندن (به انگلیسی: Julie London؛ زادهٔ ۲۶ سپتامبر ۱۹۲۶ – درگذشتهٔ ۱۸ اکتبر ۲۰۰۰) ملقب به جولی پِک، خواننده و بازیگر آمریکایی بود. او فعالیتش در عرصهٔ موسیقی را از سال ۱۹۴۴ میلادی آغاز کرد و بین سالهای ۱۹۵۵ تا ۱۹۶۹ میلادی، بیش از سی آلبوم استاندارد پاپ و جاز ضبط و منتشر کرد. وی علاوه بر فعالیت‌هایش در عرصهٔ موسیقی، در عرصهٔ بازیگری نیز فعالیت داشت و در سال ۱۹۷۴ به خاطر بازی در نقش پرستار دیکسی مک‌کال در سریالِ‌تلویزیونی اضطراری، نامزد دریافت جایزهٔ گلدن گلوب شد.
لندن در سانتا روزا، کالیفرنیا متولد شد. وی در حین کارش به عنوان اپراتور آسانسور در مرکز شهر لس آنجلس کشف استعداد شد و کار خود را به عنوان بازیگر آغاز کرد. حرفهٔ ۳۵سالهٔ بازیگری لندن، در سال ۱۹۴۴ آغاز شد و وی عمدتا نقش‌های اصلی زن در فیلم های وسترن‌ آن دوره را بازی می‌کرد. او با راک هادسن در فیلم مرد چاق (۱۹۵۱) و با رابرت تیلور و جان کاساوتس در فیلم زین باد (۱۹۵۸) هم‌بازی شد.
در اواسط دههٔ ۱۹۵۰، وی قرارداد ضبطی با استودیوی تازه تاسیسِ لیبرتی رکوردز امضا کرد که آغاز فعالیت هایش در عرصهٔ موسیقی‌ بود. او آخرین آلبوم استودیویی خود را در سال ۱۹۶۹ میلادی منتشر کرد.
لندن، زنی خجالتی و درون‌گرا بود؛ به ندرت مصاحبه می‌کرد و باقی‌ماندهٔ زندگی‌اش را خارج از حوزهٔ عمومی گذراند. در سال ۱۹۹۵ میلادی،  دچار سکته مغزی شد و در نتیجه، مشکلاتی دائمی برای سلامتی‌اش ایجاد شد. در سال ۱۹۹۹ میلادی، به سرطان ریه مبتلا شد، اما به دلیل وضعیت جسمی‌اش که قبلاً به خطر افتاده بود، درمان را متوقف کرد. لندن یک سال بعد از آن یعنی در سال ۲۰۰۰ میلادی، بر اثر ایست قلبی در ۷۴ سالگی در لس آنجلس درگذشت.